# Neomintho cylindrata
Neomintho cylindrata är en tvåvingeart som först beskrevs av Wulp 1892.  Neomintho cylindrata ingår i släktet Neomintho och familjen parasitflugor. Inga underarter finns listade i Catalogue of Life.